# Carros
Carros är en kommun i departementet Alpes-Maritimes i regionen Provence-Alpes-Côte d'Azur i sydöstra Frankrike. Kommunen ligger  i kantonen Carros som ligger i arrondissementet Grasse. År 2022 hade Carros 13 729 invånare.

## Befolkningsutveckling
Antalet invånare i kommunen Carros
Referens: INSEE

## Galleri

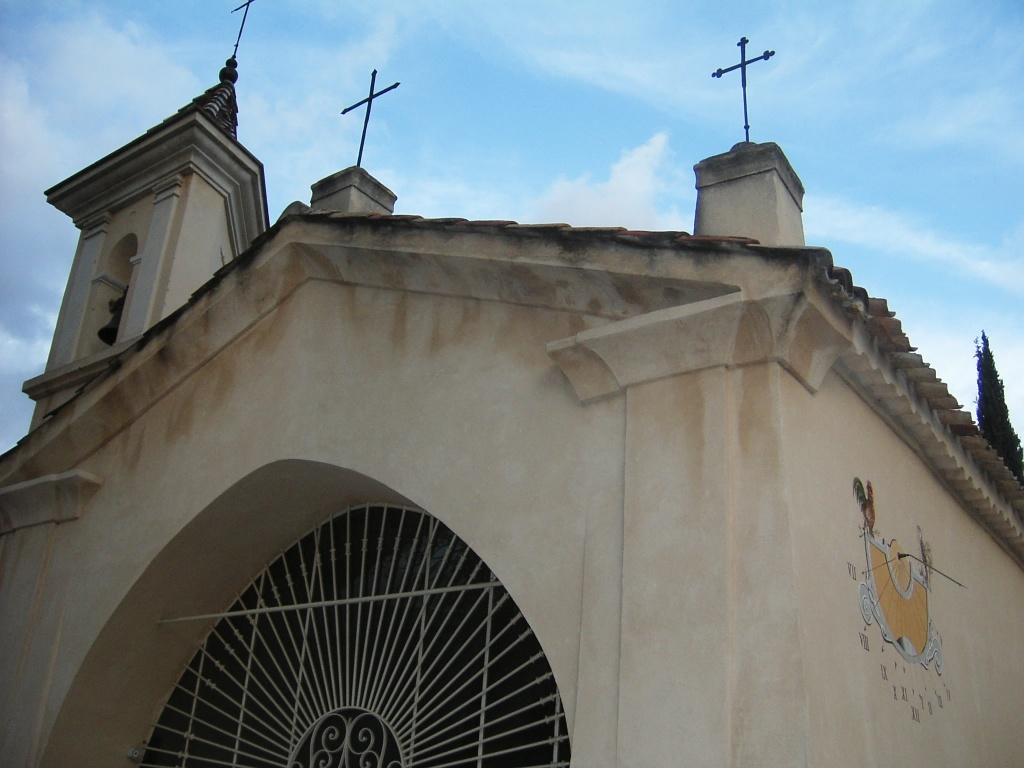
Chapelle Notre Dame des Selves